# The Cry of Love
The Cry of Love es un álbum póstumo de Jimi Hendrix, el primero tras su fallecimiento, que recoge grabaciones realizadas por el guitarrista en su estudio de Nueva York entre 1968 y 1970.

## Grabación y producción
El álbum recopila una serie de grabaciones en las que Hendrix estuvo trabajando poco antes de su muerte. La mayoría de ellas fueron grabadas a lo largo de 1970 en los Estudios Electric Lady de Nueva York junto al batería Mitch Mitchell y el bajista Billy Cox e iban a ser lanzadas en un futuro álbum doble. Aproximadamente la mitad de los temas fueron mezclados por el propio Hendrix, los demás fueron mezcladas por Mitchell y por el ingeniero de sonido y productor musical Eddie Kramer. La canción "My Friend" fue grabada durante las primeras fases de la sesión de grabación del álbum Electric Ladyland en 1968.

## Lanzamiento y recepción
The Cry of Love fue lanzado el 5 de marzo de 1971 por la compañía discográfica Track Records, llegando a alcanzar el número 2 de las listas de ventas en el Reino Unido y el número 3 en Estados Unidos donde llegó a vender 500.000 copias en apenas un mes. En 1998 la RIAA certificó el álbum como disco de platino en Estados Unidos. En septiembre de 2014 fue remasterizado y lanzado en CD.

## Lista de canciones
Todas las canciones escritas y compuestas por Jimi Hendrix. 
| N.º | Título                               | Duración |  |
| 1.  | «Freedom» (Jimi Hendrix)             | 3:24     |  |
| 2.  | «Drifting» (Jimi Hendrix)            | 3:46     |  |
| 3.  | «Ezy Ryder» (Jimi Hendrix)           | 4:09     |  |
| 4.  | «Night Bird Flying» (Jimi Hendrix)   | 3:50     |  |
| 5.  | «My Friend» (Jimi Hendrix)           | 4:40     |  |
| 6.  | «Straight Ahead» (Jimi Hendrix)      | 4:42     |  |
| 7.  | «Astro Man» (Jimi Hendrix)           | 3:37     |  |
| 8.  | «Angel» (Jimi Hendrix)               | 4:25     |  |
| 9.  | «In From the Storm» (Jimi Hendrix)   | 3:42     |  |
| 10. | «Belly Button Window» (Jimi Hendrix) | 3:34     |  |

## Personal
Miembros de la banda
- Jimi Hendrix - voz, guitarras, piano en tema 1, productor en todos los temas excepto 5.
- Billy Cox - bajo en todos los temas excepto 5 y 10.
- Mitch Mitchell - batería en todos los temas excepto 3, 5 y 10,
- Juma Sultan - percusión en temas 1, 4 y 7.
- Buddy Miles - batería en tema 3.
- Noel Redding - bajo en tema 5.

Personal técnico
- Michael Jeffrey - productor ejecutivo.
- Eddie Kramer - producción póstuma, ingeniero de sonido en todos los temas excepto 3 y 5.
- Tony Bongiovi - ingeniero de sonido en tema 3.
- Nancy Reiner - diseño portada.
- Victor Kahn-Sunshine - fotografía, diseño gráfico.

Músicos adicionales
- The Ghetto Fighters - coros en tema 1.
- Buzzy Linhart - Vibráfono en tema 2.
- Billy Armstrong - percusión en tema 3.
- Steve Winwood - coros en tema 3.
- Chris Wood - coros en tema 3.
- Kenny Pine - Guitarra de doce cuerdas en tema 5.
- Jimmy Mayes - batería en tema 5.
- Stephen Stills - piano en tema 5.
- Paul Caruso - armónica en tema 5.
- Emeretta Marks - coros en tema 9.